# Sergiusz Wołczaniecki
Sergiusz Wołczaniecki (* 9. November 1964 in Saporischschja, Ukrainische SSR) ist ein ehemaliger polnischer Gewichtheber.

## Karriere
Wołczanieckis erster internationaler Auftritt war gleichzeitig sein größter Erfolg. Bei den Olympischen Spielen 1992 in Barcelona konnte er im Mittelschwergewicht bis 90 kg im Reißen nur seinen Erstversuch von 172,5 kg einbringen und scheiterte zweimal an 177,5 kg. Seine Gegner um den Titel Sergei Syrzow und Akakios Kachiasvilis führten damit bereits nach dem Reißen mit 17,5 kg bzw. 5 kg. Das Stoßen begann Wołczaniecki mit gültigen 220,0 kg und wartete dann ab. Nachdem die restlichen Athleten es nicht schafften Wołczanieckis 392,5 kg zu überbieten und Syrzow mit 222,5 kg das Stoßen beendet hatte, steigerte Wołczaniecki auf 232,5 kg um Syrzows 412,5 kg zu übertreffen. Er scheiterte allerdings zweimal an dieser Last und gewann somit Bronze hinter Kachiasvilis, der im letzten Versuch mit 235,0 kg den Weltrekord einstellte, und Syrzow mit jeweils 412,5 kg.
Seinen letzten Start hatte Wołczaniecki 1993 bei der Europameisterschaft in Sofia. Hier trat er nach der Umstellung der Gewichtsklassen im Mittelschwergewicht bis 91 kg an und wurde mit 390,0 kg (170,0/220,0 kg) Zweiter hinter Kachiasvilis und vor Iwan Tschakarow, der ebenfalls 390,0 kg erzielte, aber schwerer war.

## Bestleistungen
- Reißen: 172,5 kg in der Klasse bis 90 kg bei den Olympischen Spielen 1992 in Barcelona
- Stoßen: 220,0 kg in der Klasse bis 90 kg bei den Olympischen Spielen 1992 in Barcelona
- Zweikampf: 392,5 kg in der Klasse bis 90 kg bei den Olympischen Spielen 1992 in Barcelona